# Кузьмин, Николай Иванович (Герой Социалистического Труда)
Николай Иванович Кузьмин (род. 15 октября 1932 года, Вишенки, Луковниковский район, Западная область) — старший мастер Ленинградского судостроительного завода имени А. А. Жданова Министерства судостроительной промышленности СССР. Герой Социалистического Труда (1974).

## Биография
Родился в 1932 году в крестьянской семье в селе Вишенки Луковниковского района. До начала Великой Отечественной войны окончил первый класс местной школы. Обучение в школе продолжил после Ржевского сражения, когда немецкие войска были отброшены от Ржева. После войны переехал в Ленинград к сестре. С 1948 года обучался в школе фабрично-заводского обучения при судостроительном заводе имени Жданова (сегодня — «Северная верфь»). С 1949 года трудился судосборщиком в цехе № 3 этого же завода. В 1951—1954 годах проходил срочную службу в составе Группы советских войск в Германии.
После армии возвратился в Ленинград, где продолжил трудиться судосборщиком на судостроительном заводе имени Жданова. С 1955 года — бригадир комсомольско-молодёжной бригады. После окончания вечерней школы поступил в судостроительный техникум, по окончании которого был назначен старшим мастером цеха.
Бригада Николая Кузьмина занималась изготовлением и сборкой систем для кораблей Военно-морского и гражданского флотов. По итогам Восьмой пятилетки (1966—1970) награждён в апреле 1971 года орденом Октябрьской Революции. В 1973 году бригада под руководством Николая Кузьмина досрочно выполнила плановые производственные задания. Указом Президиума Верховного Совета СССР (с грифом «не подлежит опубликованию») от 16 января 1974 года «за выдающиеся успехи в выполнении и перевыполнении планов 1973 года и принятых социалистических обязательств» удостоен звания Героя Социалистического Труда с вручением ордена Ленина и золотой медали «Серп и Молот».
Участвовал в сборке теплохода «Иван Скуридин», который был спущен на воду в январе 1975 года. С 1989 года по состоянию здоровья перешёл на работу в Отдел технического контроля, где трудился до выхода на пенсию в 1996 году.
Награды
- Герой Социалистического Труда
- Орден Ленина
- Орден Октябрьской Революции (26.04.1971)